# Amitiés sincères
Pour les articles homonymes, voir Amitiés sincères (film).
Amitiés sincères est une pièce de théâtre française de François Prévôt-Leygonie et Stéphan Archinard, jouée au Théâtre Édouard VII, à Paris, en 2006.
Les principaux interprètes sont Michel Leeb et Bernard Murat. La mise en scène est de Bernard Murat.
Les deux auteurs réalisent en 2012 une adaptation de leur pièce pour le cinéma.

## Résumé
Paul, Walter et Jacques sont trois grands amis aux caractères très différents. Jacques, homosexuel, est un grand intellectuel qui veut sauver la culture, Walter est un malotru qui agace souvent Jacques, et Paul n'est jamais fidèle.
Tout va bien entre les trois amis, jusqu'au jour où Clémence, la fille de Walter, arrive en pleurs au café littéraire de Jacques : Paul est décédé dans la nuit. Le destin de Jacques et Walter va alors basculer.

## Distribution
- Michel Leeb : Walter
- Bernard Murat : Jacques
- Élisa Servier : l'épouse de Paul
- Sophie Mayer : Clémence
- Bernard Dumaine : le colonel, grand admirateur de Napoléon
- Eric Viellard
- François Feroleto : le colonel, grand admirateur de Napoléon